# Л'Анунцијата (Каљари)
Л'Анунцијата је насеље у Италији у округу Каљари, региону Сардинија.
Према процени из 2011. у насељу је живело 119 становника. Насеље се налази на надморској висини од 62 м.